# Elisabeth Nagele
Elisabeth Nagele (Tomils, 12 giugno 1933 – Davos, 22 giugno 1993) è stata una slittinista svizzera.

## Biografia
La Nagele fece parte della nazionale svizzera gareggiando nelle specialità del singolo ed in misura minore anche nel doppio.
Prese parte ad una sola edizione dei Giochi olimpici invernali, ad Innsbruck 1964, occasione in cui giunse dodicesima nel singolo.
Ai campionati mondiali ottenne una medaglia d'oro nel singolo a Girenbad 1961, inoltre in quella stessa rassegna iridata casalinga giunse settima nel doppio. Quel primo posto conquistato dalla Nagele è, a tutt'oggi, l'unico successo conseguito da un atleta svizzero in una competizione internazionale ufficiale di slittino.
Dopo il ritiro dalle competizioni ha ricoperto cariche di prestigio all'interno della FIL nel corso degli anni ottanta.

## Palmarès

### Mondiali
- 1 medaglia:
  - 1 oro (singolo a Girenbad 1961).